# ريد ألين (مغني)
ريد ألين (بالإنجليزية: Red Allen)‏ هو مغني أمريكي، ولد في 12 فبراير 1930، وتوفي في 3 أبريل 1993.

## وصلات خارجية
- ريد ألين على موقع ميوزك برينز (الإنجليزية)
- ريد ألين على موقع أول ميوزيك (الإنجليزية)
- ريد ألين على موقع ديسكوغز (الإنجليزية)